# Antony Starr
Antony Starr (Wellington, 25 oktober 1975) is een Nieuw-Zeelands acteur. Hij is vooral bekend als televisieacteur van zijn rollen als Lucas Hood in Banshee en Homelander in de Prime Video-series The Boys en Gen V. 

## Biografie

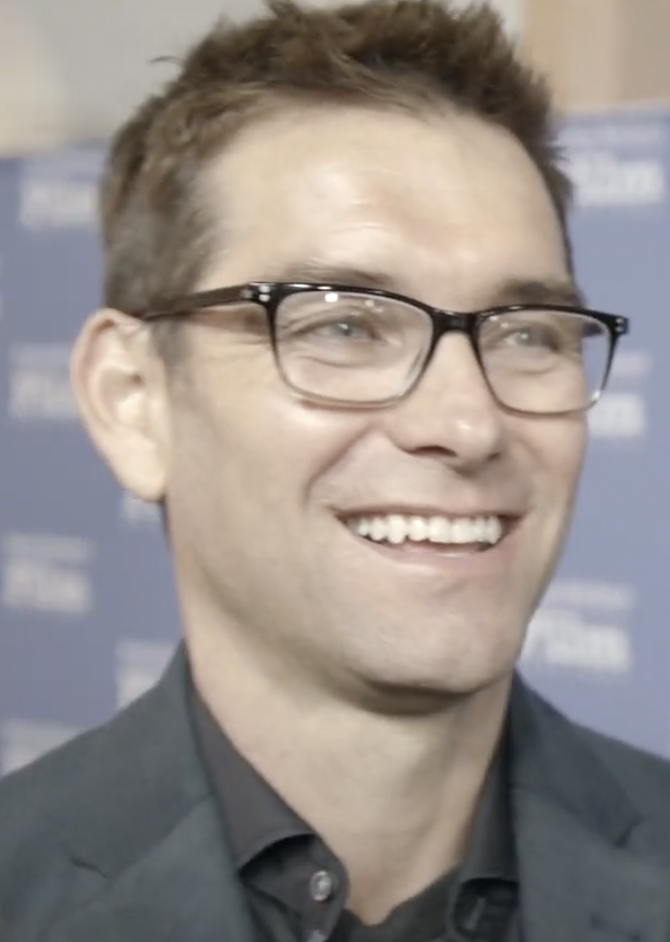
Starr op het 2020 Santa Barbara International Film Festival

Antony Starr begon met acteren in de jaren 90 met een bijrol in Shortland Street en een gastrol in Xena: Warrior Princess.
In 2007 won Starr een Air New Zealand Screen Award, een Qantas Television Award, en beste acteur op de Asian TV Award voor zijn rol als de tweeling Van en Jethro West.
Starr hielp ook met de productie van de films The World's Fastest Indian, Without a Paddle en In My Father's Den.
Van 2013 tot 2016 speelde Starr in de Australische politieserie Banshee. Hierin speelde hij een ex-politieagent die na vijftien jaar in de gevangenis te hebben gezeten de identiteit van Lucas Hood ontrafelt en daardoor de nieuwe sheriff van Banshee wordt.

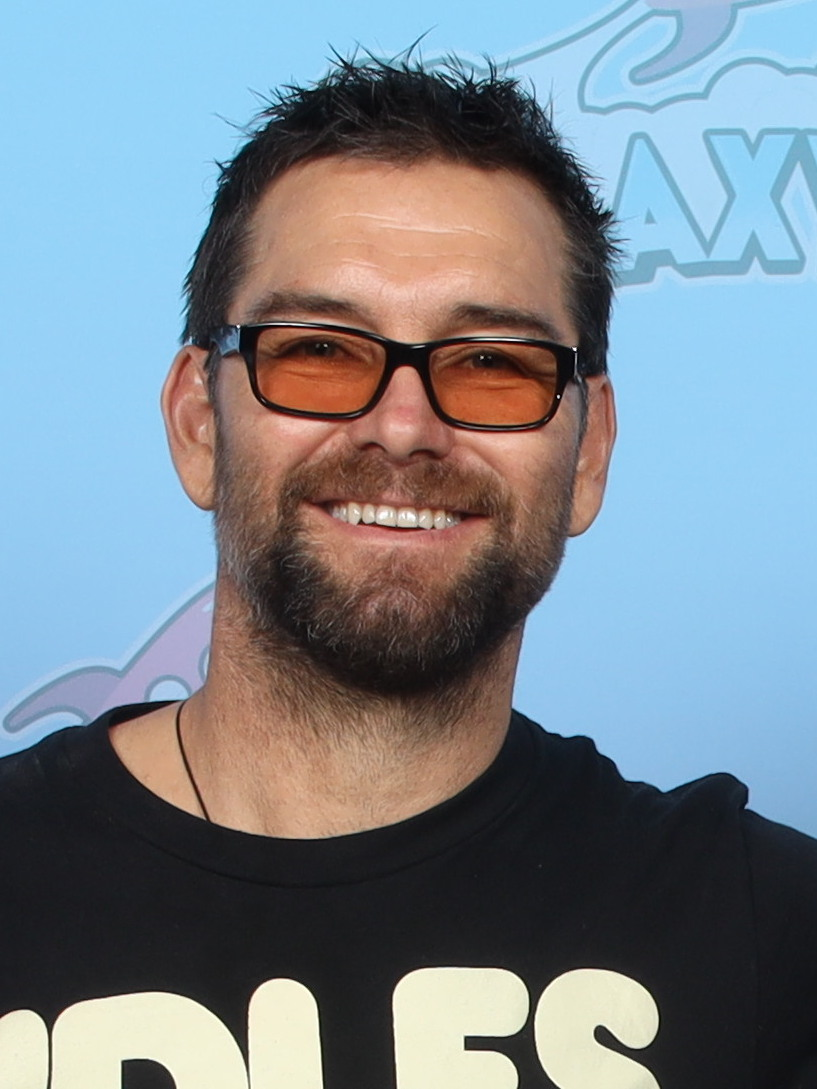
Starr op de GalaxyCon 2024.

In januari 2018 werd bekend dat Starr de rol van Homelander zou gaan spelen in de Amazon Prime-televisieserie The Boys. In deze serie speelt hij naast Karl Urban, die ook de Nieuw-Zeelandse nationaliteit bezit. Het eerste seizoen van de serie werd uitgebracht in juli 2019 en werd één van de meest succesvolle series van de streamingdienst. De rol van Starr werd geprezen door critici. In juni 2023 kwam het derde seizoen van de serie uit. Starr speelde de rol opnieuw in de spin-offs The Boys Presents: Diabolical en Gen V. In 2023 speelde Starr ook in de The Covenant met Jake Gyllenhaal en de horrorfilm Cobweb.
Op 13 juni 2024 kwam het vierde seizoen van The Boys uit met opnieuw een hoofdrol voor Starr. In het vijfde seizoen van de serie zal Starr opnieuw terugkeren.

## Filmografie (geselecteerd)

### Films
- 2004: In My Father's Den - Gareth
- 2004: Without a Paddle - Billy Newwood
- 2005: The World's Fastest Indian - Jeff
- 2006: No. 2 - Shelly
- 2010: After the Waterfall - John Drean
- 2012: Wish You Were Here - Jeremy King
- 2019: American Sausage Standoff - Mike Dankworth McCoid
- 2023: The Covenant - Eddie Parker
- 2023: Cobweb - Mark

### Televisieseries
- 1995-1996: Xena: Warrior Princess - Mesas en David
- 2001-2003: Mercy Peak - Todd van der Velter
- 2005-2010: Outrageous Fortune - Jehtro and Van West
- 2011: Rush - Charlie Lewis
- 2012: Tricky Business - Matt Sloane
- 2012: Lowdown - Stuart King
- 2013-2016: Banshee - John "Lucas Hood" Smith
- 2016: American Gothic - Garreth Hawthorne
- 2019-heden: The Boys - John Gillmann / Homelander
- 2022: The Boys Presents: Diabolical - John Gilmann / Homelander (stem)
- 2023: Gen V - John Gilmann / Homelander